# Pseudapis bytinski
Pseudapis bytinski là một loài Hymenoptera trong họ Halictidae. Loài này được Warncke mô tả khoa học năm 1976.